# Teylingen College
Het Teylingen College is een Nederlandse scholengemeenschap in Noordwijkerhout, Voorhout en Oegstgeest ontstaan op 1 augustus 1995 uit een samenwerkingsverband tussen de  scholen Leeuwenhorst (Noordwijkerhout), Willibrord MAVO (Noordwijk), KTS/Don Bosco (Voorhout/Sassenheim) en Duinzigt (Oegstgeest).
Teylingen College maakt samen met het Fioretti College deel uit van de Stichting Fioretti Teylingen met een centrale bedrijfsvoering gevestigd te Voorhout.
De scholengemeenschap kent een Teylingen College Leeuwenhorst, een Teylingen College KTS en een Teylingen College Duinzigt. Er wordt lesgegeven op drie locaties:
- Teylingen College Leeuwenhorst te Noordwijkerhout  - mavo, havo, atheneum en gymnasium
- Teylingen College KTS te Voorhout (hoofdlocatie) - VMBO-basis, VMBO-kader, Vmbo-t
- Teylingen College Duinzigt te Oegstgeest - mavo, havo-onderbouw met ivo-werkwijze